# Burmeistera zurquiensis
Burmeistera zurquiensis är en klockväxtart som beskrevs av Robert Lynch Wilbur. Burmeistera zurquiensis ingår i släktet Burmeistera och familjen klockväxter.
Artens utbredningsområde är Costa Rica. Inga underarter finns listade i Catalogue of Life.